# Światowe Igrzyska Halowe w Lekkoatletyce 1985 – bieg na 400 m kobiet
Bieg na 400 metrów kobiet – jedna z konkurencji biegowych rozgrywanych podczas halowych światowych igrzysk lekkoatletycznych w hali Accor Arena w Paryżu. Rozegrano od razu bieg finałowy 19 stycznia 1985. Zwyciężyła reprezentantka Stanów Zjednoczonych Diane Dixon.

## Rezultaty

### Finał
Wystartowało 5 biegaczek.
Opracowano na podstawie materiału źródłowego.
| Miejsce | Zawodniczka      | Czas  |
| ------- | ---------------- | ----- |
| 1       | Diane Dixon      | 53,35 |
| 2       | Regine Berg      | 53,81 |
| 3       | Charmaine Crooks | 54,08 |
| 4       | Antonella Ratti  | 55,30 |
| 5       | Oddný Árnadóttir | 56,94 |
| –       | Giannina Otoya   | DNS   |